# Jean-Christophe Savignoni
Jean-Christophe Savignoni, né le 6 août 1966 à Fort-de-France, est un athlète éclectique qui pratiqua le triathlon, le VTT et la course à pied à haut niveau. Mais c’est en VTT cross-country qu’il connut ses principaux succès. En 1995, il devient champion d’Europe et champion de France de cross-country .

## Biographie
Il pratique la course à pied et a pratiqué le triathlon et le VTT, en particulier le cross-country. Il a remporté le titre de champion d’Europe et champion de France de cross-country en 1995.

## Palmarès en triathlon
- 1987 : 4e espoir français
- 2012 : 20e du Triathlon international de Paris (4e vétéran)
- 2018 : 77e et 2e catégorie âge Ironman de Nice en 9h54'[1]

## Palmarès en VTT cross-country & Gravel
- 1992 : 2e du Roc d'Azur
- 1993 : 2e du Roc d'Azur
- 1994 : Vainqueur du Roc d'Azur[2]
- 1995 :  Champion de France de cross-country
- 1995 :  Champion d'Europe de cross-country
- 2023 : 3e de la manche de Gravel World Series (catégorie 50-59ans) à La Montserrato

## Palmarès en course à pied
- 2013 : 116e du marathon de Paris (42,195 km) en 2 h 38 min et 59 s2.
- 2014 : Qualifié pour le Marathon de Boston aux USA (2 h 57 min et 58s)
- 2015 : 2h40'15 au marathon de Berlin